# Peloribates guttatus
Peloribates guttatus är en kvalsterart som beskrevs av Hammer 1979. Peloribates guttatus ingår i släktet Peloribates och familjen Haplozetidae. Inga underarter finns listade i Catalogue of Life.